# Lac de Gérardmer
 (juillet 2014).
Si vous disposez d'ouvrages ou d'articles de référence ou si vous connaissez des sites web de qualité traitant du thème abordé ici, merci de compléter l'article en donnant les références utiles à sa vérifiabilité et en les liant à la section « Notes et références ».
Le lac de Gérardmer se situe sur la commune de Gérardmer. Il se déverse dans la Vologne par l'intermédiaire d'un court émissaire, la Jamagne.

## Géographie

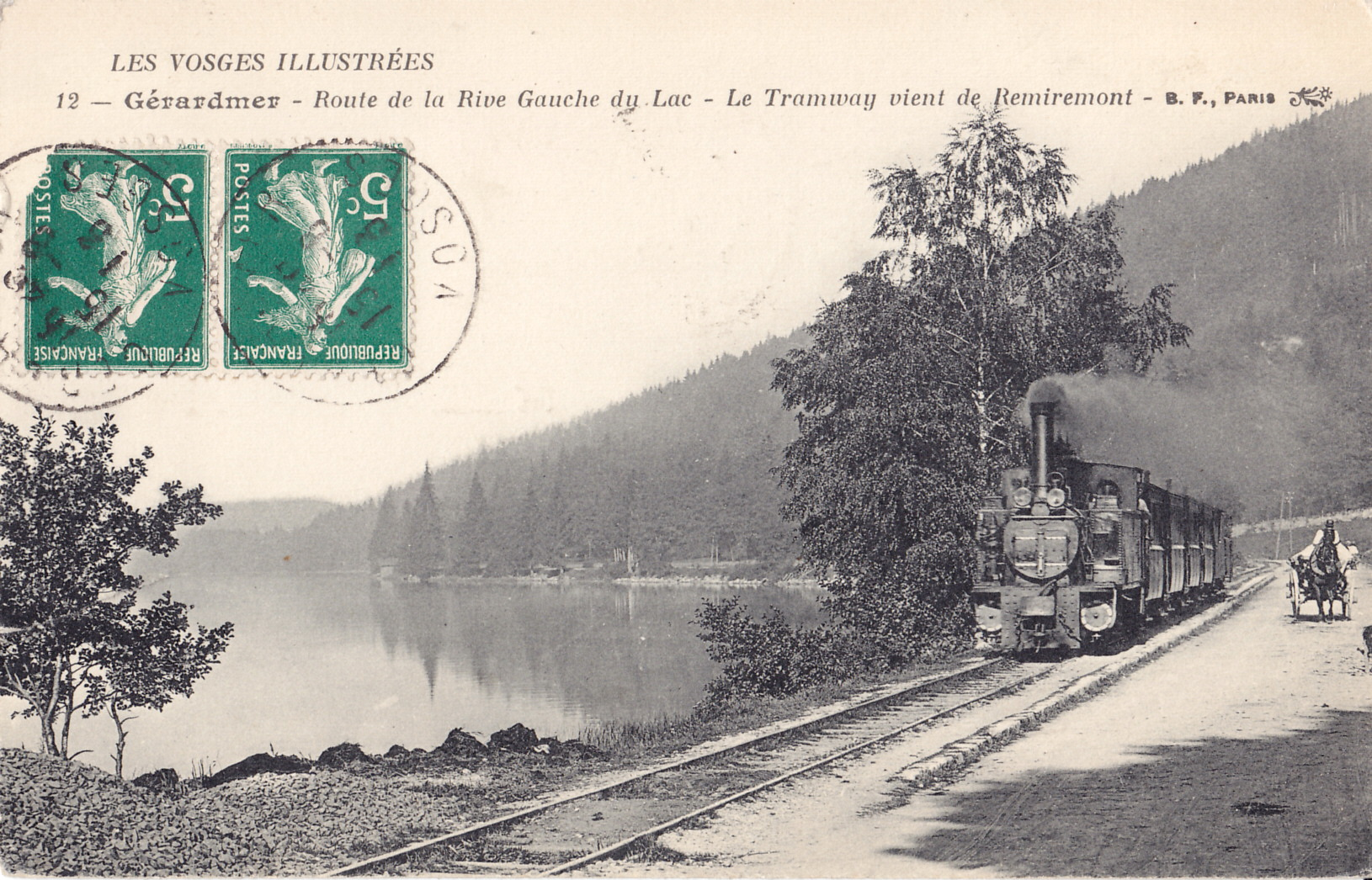
Le lac était desservi, au début du XX, par le tramway de Remiremont à Gérardmer, que l'on voit ici vers 1913.

C'est un lac d'origine glaciaire, attenant à la ville par le sud-ouest.

## Caractéristiques
- Longitude : 06° 93' E - Latitude : 48° 04' N
- Altitude : 660 m
- Surface : 115,5 ha
- Longueur maximale : 2 020 m
- Largeur maximale : 750 m
- Profondeur maximale : 38,40 m (entre Kattendycke et Croix Meyon)
- Volume : 19 510 000 m3

Le lac de Gérardmer a une forme elliptique étirée et orientée est-ouest. Le tour du lac avoisine 5 500 mètres.

## Formation de la vallée des lacs
Au cours du quaternaire, le massif vosgien a connu des glaciations successives, mais c'est pendant la dernière phase, les retraits glaciaires après la glaciation de Würm (80 000 à 10 000 ans av. J.-C. environ) que sont nés les trois lacs : 
- le premier, le lac de Retournemer est un lac de cirque glaciaire. Il est bloqué par un verrou granitique ;
- le deuxième, le lac de Longemer occupe un bassin creusé dans l'ancien lit du glacier et entravé par des dépôts morainiques ;
- le troisième, le lac de Gérardmer est retenu par une importante moraine terminale bosselée bloquant définitivement la vallée vers l'aval.

## Hydronymie

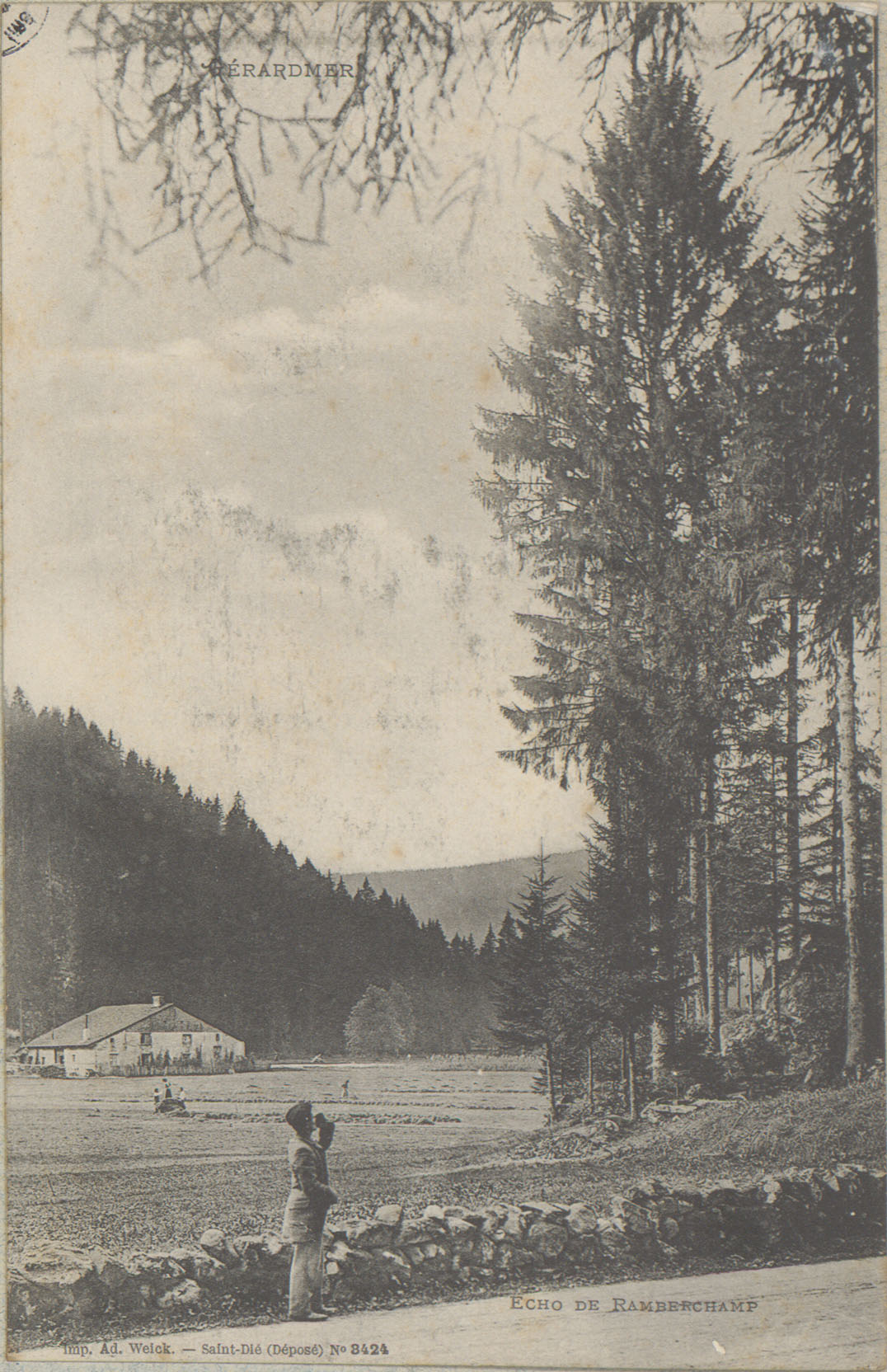
Écho de Ramberchamp.

Le lac a pu recevoir les appellatifs suivants : mer dudit Giralmer (1593), mer de Gérardmer (1622), Grand Mer (XVIIe siècle).
Si les deux premiers ont reçu leur nom de la tradition de parcours pastoraux réactualisée, le plan d'eau qu'on longe ou le plan d'eau d'où l'on ne peut que retourner, il n'est pas attesté par les documents écrits que le nom du dernier, le plus grand, soit lié à un tour complet ou gyration. Dans l'esprit montagnard, ce serait l'hypothèse la plus logique : la visite ou le pèlerinage au lac consistait à en faire le tour. Il est dénommé simplement le lac, mais les locuteurs gallo-romains comme les anciens habitants au Moyen Âge ont employé aussi mer"" qui indique par élusion l'étendue d'eau remarquable et sacrée. Ils ont même tacitement précisé après le XIVe siècle qu'il s'agissait de la mer de (saint) Gérard, un des saints patrons de leur église comme les locuteurs alsaciens l'ont traduit à leur manière "Geroldsee" en transformant Gérard en Gérald.
Un étang est une petite étendue d'eau ou mérelle en gallo-romain, il est présent dans les toponymes de roches "tête de Mérelle" ou "haut de Mérelle" près de l'étang tourbière au-dessus de la rive ombrée du lac. "L'adroite du lac" désigne simplement l'adret du lac, l'endroit (exposé) au soleil. "Ramberchamp" désigne un campus ou "espace ouvert et suffisamment plane" à l'envers, soit sur le rivage de l'ombre ou de l'ubac. Les "Roches noires" désignent encore un rivage rocheux important à l'envers, mais par l'adjectif le plus simple qualifiant l'ombre. La Roche Morand indique la direction du soleil mourant pour un habitant du "domaine de Gérard" devenu Gérardmer.

## Environnement

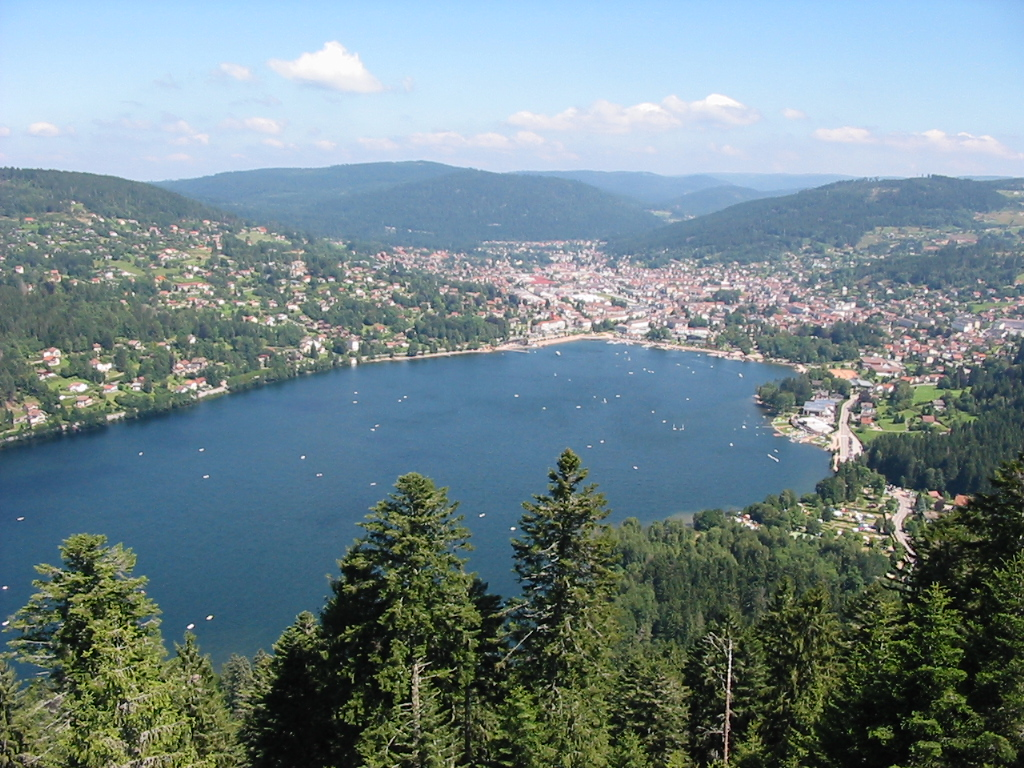
Lac et région de Gérardmer, vus de la tour de Mérelle.

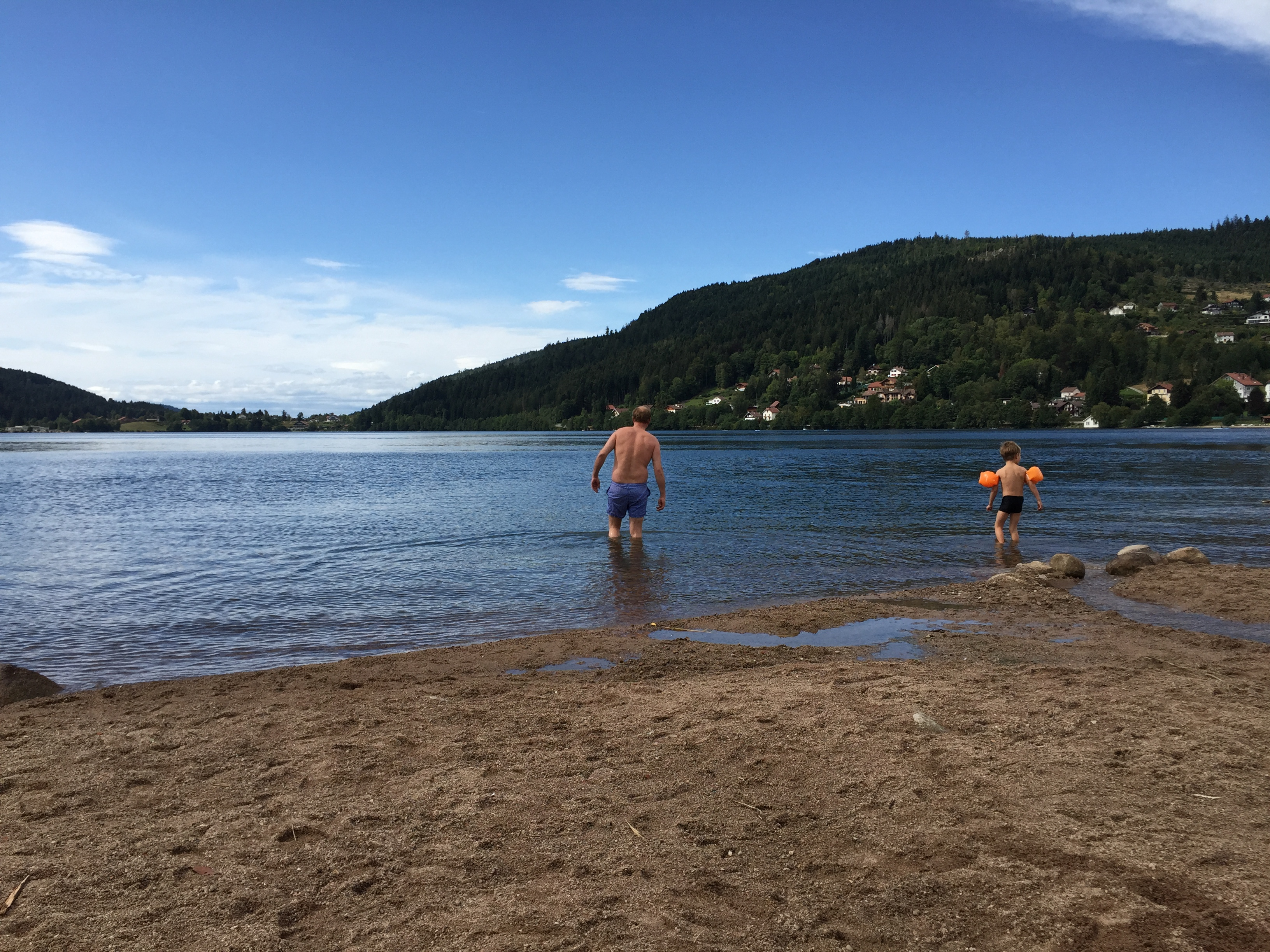
Baignade dans le lac.

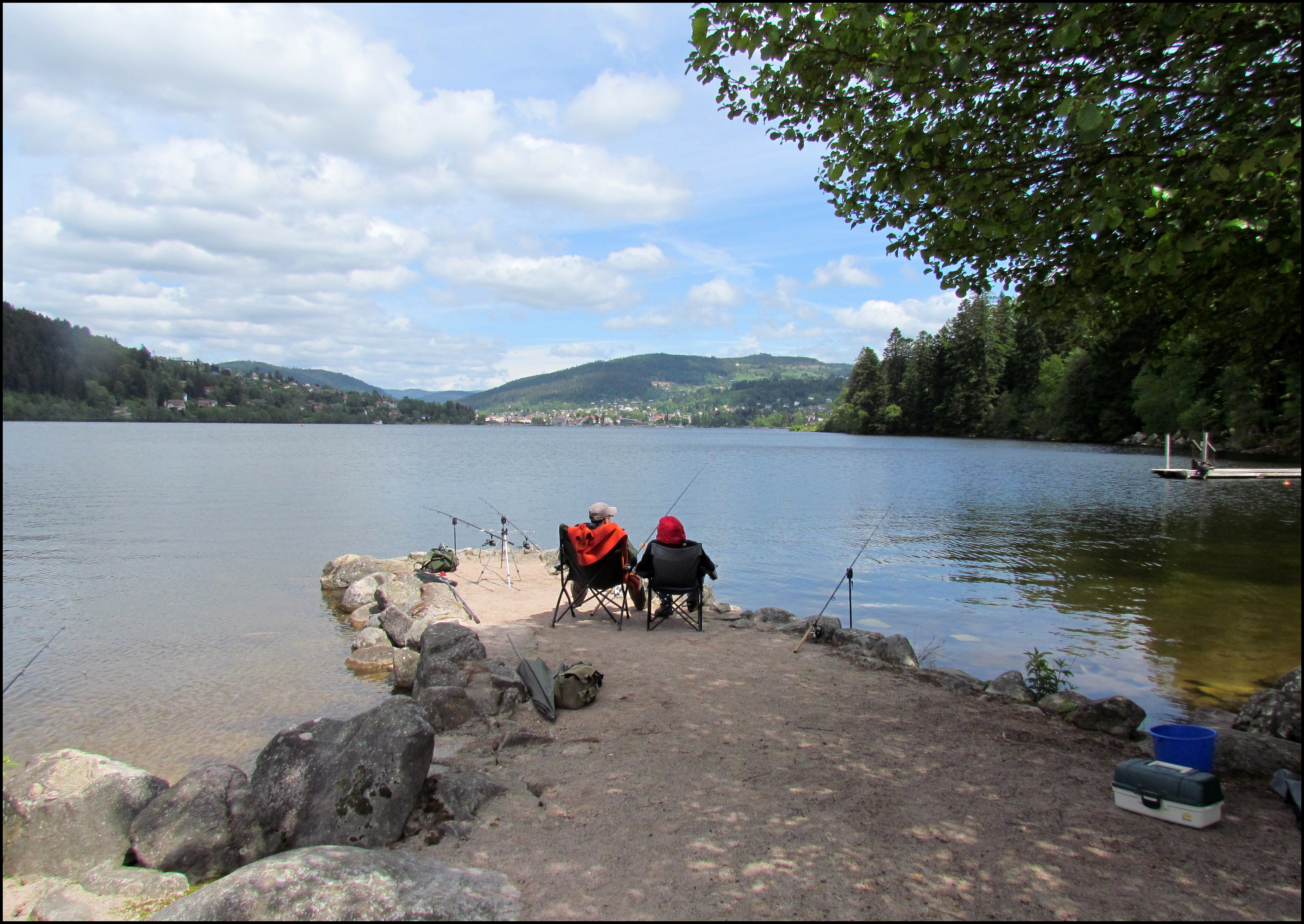
Pêcheurs sur la rive ouest du lac.

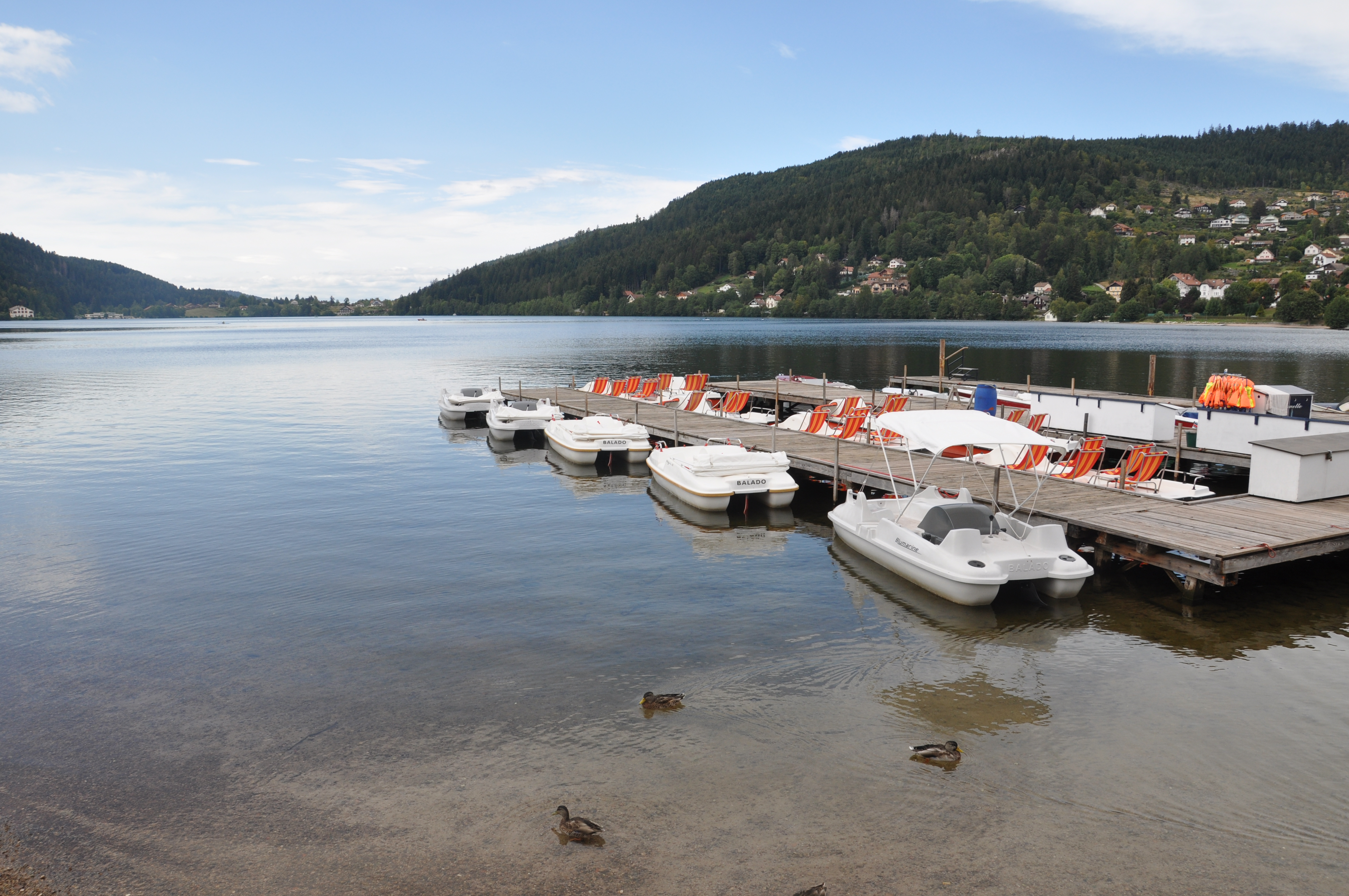
Un des embarcadères du lac, le long de la Promenade du Quai du Lac.

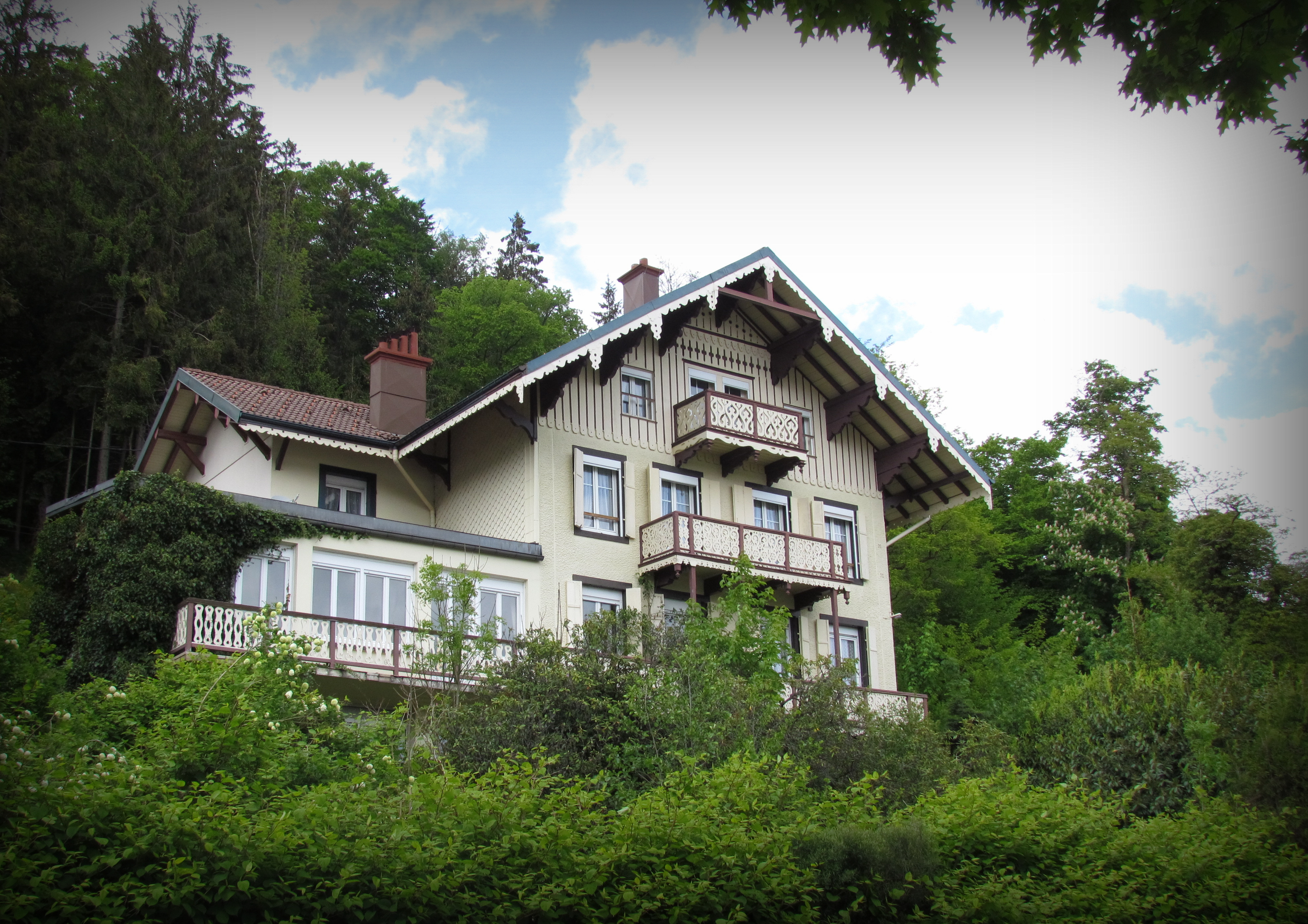
Chalet avec vue sur le lac.

C'est un des lacs européens qui a fait l'objet d'immersion d'armes et de munitions susceptibles de relarguer des produits toxiques. Des dizaines de tonnes d'armes et de munitions ont été immergées dans un site unique au nord-est du lac. 
Entre 1977 et 1994, 12 campagnes de déminages ont eu lieu ; les plongeurs du centre de déminage de Colmar ont nettoyé la vase et extrait 120 tonnes de munitions, ce qui représente à peu près 100 000 pièces de diverses munitions de 14-18 et de 39-45. Le lac est alors considéré comme « nettoyé » jusqu'à une vingtaine de mètres de profondeur en 2014. Malgré ces travaux de « nettoyage », le lac de Gérardmer est encore contaminé par plusieurs tonnes d'armes et d'explosifs, 70 tonnes selon l'association écologiste Robin des Bois. Les analyses révèlent une pollution induite par les munitions avec des taux de fer, de plomb et de titane « qui dépassent les normes environnementales » et un taux de TNT, qui s’élève jusqu’à 327 nanogrammes par litre,.
Selon l'office de tourisme et sous réserve de changements de réglementation ou d'interdictions locales, la baignade est encore autorisée, en respectant certaines conditions, et la pêche est autorisée dans le domaine piscicole de la Vallée des Lacs (classé en 1re catégorie), avec carte journalière ou permis vacances.
Au sud du lac, une station de pompage prélève de l'eau pour alimenter le réseau d'eau potable. À la suite d'une sécheresse exceptionnelle à l'été 2022, la ville cesse de pomper l'eau du lac à la mi-novembre 2022 après trois mois de pompage ininterrompu, une première.